# Canottieri Belluno
L'Associazione Sportiva Dilettantistica Canottieri Belluno è una società italiana di calcio a 5 con sede a Belluno.

## Storia

### Le categorie regionali
Fondata nel 1998 da Federico Palazzin, Alvise Bortolini, Giacomo Fiabane e Alessio Bortolini, lo stesso anno viene iscritta alla serie D del Veneto. 
La squadra vince immediatamente il proprio girone, venendo promossa in serie C2. 
Nella stagione successiva il secondo posto ed i vittoriosi play-off segnano la conquista della serie C1; dopo appena una stagione di massima divisione regionale c'è la retrocessione in C2 via play-out, ma già al termine della stagione 2001-02 c'è la pronta risalita. Dopo due anni interlocutori nella categoria, nella stagione 2004-05 la Canottieri vince il campionato e la Coppa Italia di categoria conquistando la serie B.

### Le categorie nazionali
Nell'annata 2005-06 da neopromossa in serie B, vinse il campionato con 75 punti sui 78 disponibili, risultando la seconda migliore squadra di tutti i campionati nazionali dietro al solo Maran Spoleto che ne raccolse 76. 
Il dominio di quella stagione parla anche di 19 punti di distacco sulla seconda classificata e del maggior numero di reti segnate (188) in tutto il calcio a 5 nazionale (più di sette a partita). Inoltre vinse proprio al PalaLambioi (l'attuale Spes Arena) anche la Coppa Italia di categoria battendo lo Sport Five Putignano in semifinale (9-6, segnando 5 gol negli ultimi 4' di gioco) e il Divino Amore nella finale (8-3).
La stagione 2006-07 segna l'esordio in serie A2: la compagine dolomitica chiude il campionato al terzo posto, preceduto soltanto dalla schiacciasassi Marca Trevigiana e dal quotato Cadoneghe. Nei play-off la Canottieri si sbarazza facilmente dell'Aosta ma è successivamente eliminata dal Cagliari. Nella Coppa Italia di categoria è eliminata nei quarti di finale dalla Pro Scicli. Nelle due stagioni seguenti la squadra disputa campionati di metà classifica, piazzandosi in entrambi al settimo posto finale.
Nell'estate 2009 si concretizza la fusione con la formazione della SeriAlpes, nata a sua volta nel 2008 dalla fusione tra il Sedico e la Nuova Alpes Polpet e militante in serie B. Per ragioni di sponsorizzazione la società assume la denominazione Kiwi Sports Belluno e cambia anche i colori sociali, sostituendo il bianco-blu della Canottieri con il giallo-blu della città di Belluno. 
A livello di organigramma societario Michele Faggioli subentra nella carica di presidente ad Alvise Bortolini, nominato presidente onorario. 
In campionato la squadra ottiene un nono posto, molto lontana sia dai play-off che dai play-out.
Nella stagione 2010-11 la Kiwi Sports arriva seconda in campionato, eliminata nel primo turno dei play-off dal Verona (4-4 a Verona e 2-4 alla Spes Arena) ed è semifinalista alle Final Eight della Coppa Italia di categoria, eliminata dal Casinò di Venezia 5-4.
Dopo aver rischiato di non iscriversi nell'estate 2011 la squadra subisce una rivoluzione di uomini e si presenta al via della stagione con il nome originario di Canottieri Belluno e guidata in panchina, per la seconda stagione consecutiva, da Alessio Bortolini.
La squadra raggiunge per la seconda volta consecutiva la final eight di Coppa Italia di A2, dove viene eliminata nei quarti dalla Cogianco Genzano, poi vincitrice della Coppa. In campionato giunge terza in classifica dopo aver lottato a lungo per la promozione diretta, mentre nei play-off viene eliminata al primo turno dal Loreto Aprutino, perdendo 2-1 in trasferta e 4-5 in casa. La stagione seguente la Canottieri disputa un campionato di metà classifica, concludendo la stagione all'ottava posizione.
Nel luglio 2013 entrano nella società alcuni dirigenti dell'Atletico Alpago (già Atletico Belluno); con la volontà di farsi capofila dell'intero movimento provinciale, la squadra viene rinominata Dolomitica Futsal.

## Cronistoria
| Cronistoria della Canottieri Belluno |
| --- |
| - 1998 · Fondazione della Canottieri Belluno. - 1998-99 · 1ª nel girone ? di Serie D Veneto. Promossa in Serie C2. - 1999-00 · 2ª nel girone ? di Serie C2 Veneto. Promossa in Serie C1. Vince i play-off promozione. - 2000-01 · 10ª nel girone ? di Serie C1 Veneto. Retrocessa in Serie C2. Sconfitta ai play-out. - 2001-02 · 1ª nel girone ? di Serie C2 Veneto. Promossa in Serie C1. - 2002-03 · 2ª in Serie C1 Veneto. Semifinalista play-off promozione. - 2003-04 · 3ª in Serie C1 Veneto. Semifinalista play-off promozione. - 2004-05 · 1ª in Serie C1 Veneto. Promossa in Serie B. Vince la Coppa Italia regionale (1º titolo) Semifinalista della fase nazionale di Coppa Italia regionale. - 2005-06 · 1ª nel girone B di Serie B. Promossa in Serie A2. Vince la Coppa Italia di Serie B (1º titolo). - 2006-07 · 3ª nel girone A in Serie A2. Semifinalista play-off promozione. Quarti di finale di Coppa Italia di Serie A2. - 2007-08 · 7ª nel girone A di Serie A2. - 2008-09 · 7ª nel girone A di Serie A2. - 2009 · Fusione con la SeriAlpes, assume la denominazione Kiwi Sports Belluno. - 2009-10 · 9ª nel girone A di Serie A2. - 2010-11 · 2ª nel girone A di Serie A2. Quarti di finale play-off promozione. Semifinalista di Coppa Italia di Serie A2. - 2011 · Ritorno alla denominazione Canottieri Belluno. - 2011-12 · 3ª nel girone A di Serie A2. Quarti di finale play-off promozione. Quarti di finale di Coppa Italia di Serie A2. - 2012-13 · 8ª nel girone A di Serie A2. - 2013 · Assume la denominazione Dolomitica Futsal. - 2013-14 · 13ª nel girone A di Serie A2. Retrocessa in Serie B. - 2014-15 · 11ª nel girone C di Serie B. - 2015 · Ritorno alla denominazione Canottieri Belluno. - 2015-16 · 7ª nel girone C di Serie B. - 2016-17 · 8ª nel girone B di Serie B. - 2017-18 · 9ª nel girone B di Serie B. 1º turno di Coppa Italia di Serie B. 2º turno di Coppa della Divisione. - 2018-19 · 8ª nel girone B di Serie B. 1º turno di Coppa Italia di Serie B. 1º turno di Coppa della Divisione. - 2019-20 · 9ª nel girone B di Serie B. 1º turno di Coppa Italia di Serie B. 1º turno di Coppa della Divisione. - 2020-21 · 6ª nel girone B di Serie B. - 2021-22 · 6ª nel girone C di Serie B. - 2022-23 · 5ª nel girone B di Serie B. Promossa in Serie A2. Vince i play-off promozione. 1º turno di Coppa della Divisione. - 2023-24 · 6ª nel girone A di Serie A2. 2º turno di Coppa della Divisione. - 2024-25 · 11ª nel girone A di Serie A2. Retrocessa in Serie B. Fase a gironi di Coppa della Divisione. |

## Partecipazione ai campionati
| Livello | Categoria | Partecipazioni | Debutto   | Ultima stagione |
| ------- | --------- | -------------- | --------- | --------------- |
| 2º      | Serie A2  | 8              | 2006-2007 | 2013-2014       |
| 3º      | Serie B   | 10             | 2005-2006 | 2022-2023       |
| 4º      | Serie C1  | 4              | 2001-2002 | 2004-2005       |
| 5º      | Serie C2  | 2              | 1999-2000 | 2001-2002       |
| 6º      | Serie D   | 1              | 1998-1999 | 1998-1999       |

## Organico 2022-2023
| N° | Naz.               | Ruolo | Sportivo               | Anno |  |  |
| -- | ------------------ | ----- | ---------------------- | ---- |  |  |
|    | Italia (bandiera)  | POR   | Dalla Libera Manuel    |      |  |  |
|    | Italia (bandiera)  | POR   | Del Prete Salvatore    |      |  |  |
|    | Italia (bandiera)  | POR   | Mario De Bona          |      |  |  |
|    | Italia (bandiera)  | PIV   | Kevin Dal Farra        |      |  |  |
|    | Brasile (bandiera) | PIV   | Gheno Estêvão Fernando |      |  |  |
|    | Italia (bandiera)  | LAT   | Savi Gabriele          |      |  |  |
|    | Brasile (bandiera) | LAT   | Robinho                |      |  |  |
|    | Italia (bandiera)  | LAT   | Di Donato David        |      |  |  |
|    | Italia (bandiera)  | LAT   | Dall'O Massimo         |      |  |  |
|    | Italia (bandiera)  | LAT   | Dal Farra Riccardo     |      |  |  |
|    | Italia (bandiera)  | LAT   | Bortolini Alessandro   |      |  |  |
|    | Italia (bandiera)  | LAT   | Bonavera Mattia        |      |  |  |
|    | Brasile (bandiera) | DIF   | Storti Leonardo        |      |  |  |
|    | Italia (bandiera)  | DIF   | Reolon Moreno          |      |  |  |
|    | Italia (bandiera)  | DIF   | De Boni Thomas         |      |  |  |

## Organigramma
- Presidente: Michele Faggioli
- Presidente Onorario: Alvise Bortolini
- Vice Presidente: Giuliano Talò, Giuseppe Da Rech
- Direttore Sportivo: Stefano Fiabane
- Consiglieri: Fabio Da Pian, Sergio Mondin, Anna Dina Zanatta
- Team Manager: Massimo D'Olif, Emilio Piaz
- Organizers: Giorgio David, Federico Altini, Roberto Satta
- Addetto stampa: Antonio Fiabane
- Logistica: Mario Brancaleone
- Addetto Arbitri: Roberto Visentin
- Allenatore: Alessio Bortolini
- Resp. Sett. Giovanile: Giorgio De Bona
- Scuola Calcio: Gianfranco Borgato
- Allenatore under 21: Giovanni De Bona
- Preparatore atletico: Alessandro Bee
- Medico Sociale: Andrea Casol
- Fisioterapista: Stefano Bernardi

## Palmarès
- Campionato di serie B: (2006)
- Coppa Italia di Serie B (2006)
- Campionato Regionale (2005)
- Coppa Italia Regionale (2005)

## Logo

Il logo della Canottieri Belluno fino alla stagione 2007-08
Il logo della Kiwi Sports Belluno dal 2008-09 al 2010-11
Il logo della Canottieri Belluno dal 2011-12
Il logo della Dolomitica dal 2013-14 al 2014-15
Il logo della società nel 2012-13 e nel 2015-16